# Grass (Luksemburg)
Grass – wieś (Uertschaft) w południowo-zachodnim Luksemburgu, w gminie Steinfort, w kantonie Capellen. Do 3 października 2015 leżała w dystrykcie Luksemburg. Wieś zamieszkuje 137 osób.